# Nuestra Familia
Nuestra Familia es una organización criminal penitenciaria conformada por mexico-estadounidenses (chicanos) siendo originaria del norte California. Mientras que los miembros de la pandilla los Norteños son considerados soldados de a pie de Nuestra Familia, el ser miembro de Nuestra Familia no significa que tenga asociación con los Norteños. Algunas agencias de seguridad especulan que la pandilla de Nuestra Familia opera dentro y fuera de prisión, influye en gran parte de la actividad delictiva de miles de los Norteños en California.  Las principales fuentes de ingresos de la pandilla son el tráfico de cocaína, heroína, marihuana, y mentafetaminas tanto fuera como dentro de prisiones, así como la extorsión de traficantes de drogas en las calles.

## Historia

### Orígenes
Nuestra Familia se originó en el Centro de Entrenamiento Correccional de Soledad, California en 1965.  A fines de la años 60´s, los reclusos mexico-estadounidenses del sistema penitenciario estatal de California comenzaron a separarse en dos grupos rivales, Nuestra Familia y la Mafia Mexicana formada en 1957, según la ubicación de sus lugares de origen (la línea divisoria norte-sur es Delano, California). Los presos que formaron la pandilla Nuestra Familia se unieron para protegerse de la Mafia mexicana, pero luego se involucraron en el tráfico de drogas, la extorsión y el robo.
Nuestra Familia son enemigos de prisión de los chicanos del sur, que consistían en "La eMe", (más conocida como la Mafia Mexicana). Si bien la mafia mexicana se creó inicialmente para proteger a los mexicanos de los abusos en prisión, se percibía cierto nivel de abuso por parte de los miembros de "La Eme" hacia los chicanos encarcelados en las zonas agrícolas  del norte de California. La chispa que condujo a la guerra en curso entre Nuestra Familia y miembros de la mafia mexicana involucró una situación en 1965 en la que un miembro de La eMe robó un par de zapatos de un norteño en el Instituto Vocacional Deuel en Tracy. Este evento puso en marcha la guerra penitenciaria más duradera en el estado de California.
Nuestra Familia no fue reconocida como una pandilla de prisión por el Departamento de Correcciones y Rehabilitación de California hasta 1979.

### Organización renovada

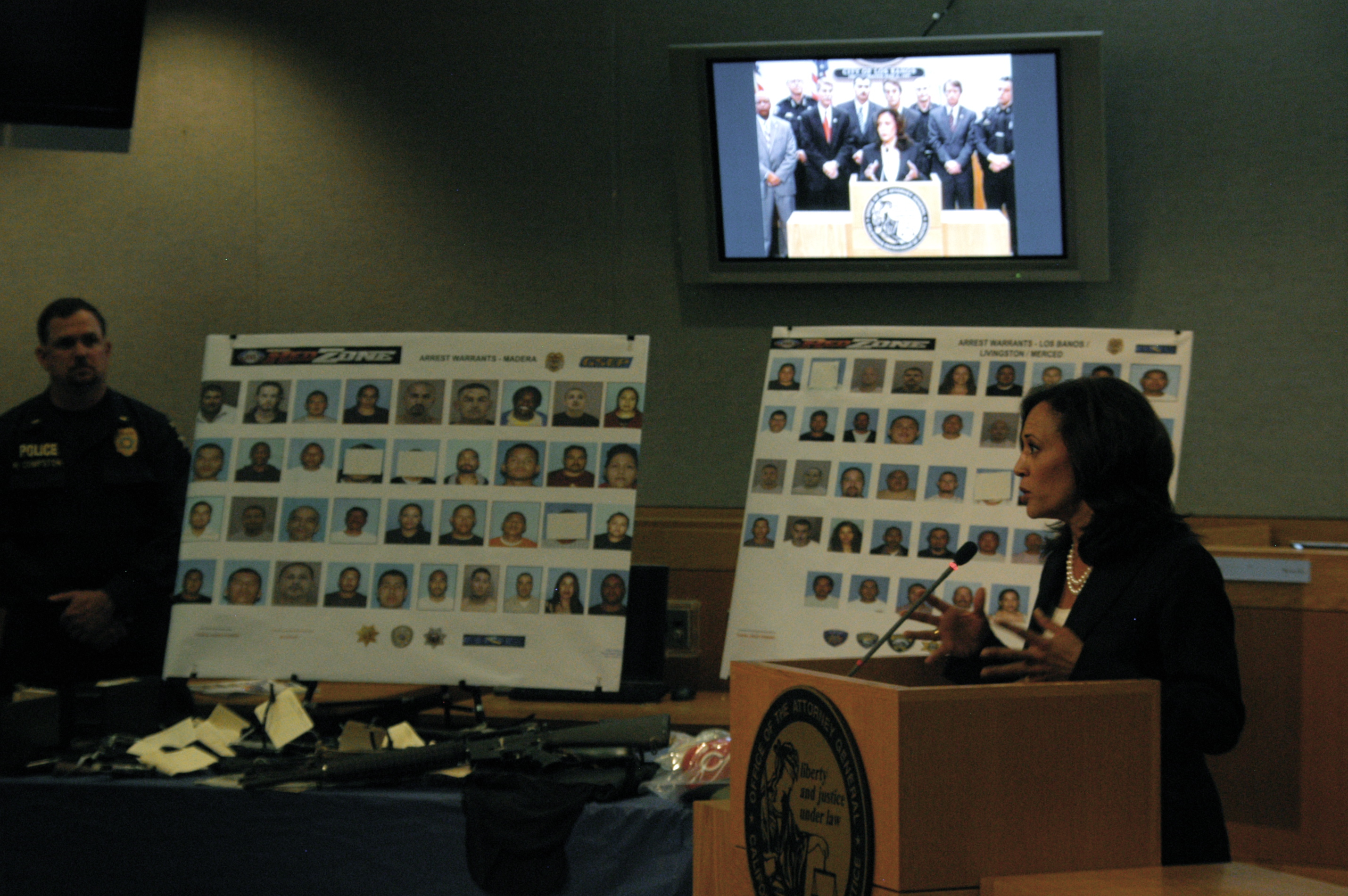
La procuradora general Kamala Harris anunció el arresto de miembros de Nuestra Familia el 8 de junio de 2011

Dado que las leyes escrita por los Norteños establecía que los líderes de la pandilla residían en la prisión estatal de Pelican Bay en California; el reacomodo de los cinco líderes provocó fricción entre el grupo. El vacío de poder resultó en una violenta lucha entre diversos miembros.
Finalmente, tres nuevos generales ascendieron al poder al poder en Pelican Bay, pero dos fueron degradados, dejando solo a David "DC" Cervantes como el miembro de mayor rango de la pandilla en California. El ascenso de Cervantes marcó la primera vez en décadas que los Norteños tenían un solo líder al frente de su organización. El liderazgo restante de la organización en Pelican Bay está formado por Daniel "Stork" Pérez, Anthony "Chuco" Guillen y George "Puppet" Franco. Si bien se espera que todos los soldados y capitanes de Nuestra Familia en California siguen las órdenes de Cervantes, un pequeño porcentaje de la pandilla permanece leal a los exlíderes encarcelados en Colorado. El exgobernador, Arnold Schwarzenegger, se había quejado de mantener a los cinco líderes de pandillas restantes ubicados en la misma prisión, ya que solo continuaba el aumento de la violencia de las pandillas de California, y deberían estar dispersos en diferentes prisiones. Si bien los líderes reconocidos de Nuestra Familia en Pelican Bay piden que los miembros respeten a los líderes anteriores, han sido despojados efectivamente de su autoridad.

## Afiliación
Si bien Nuestra Familia es una pandilla chicana, el grupo tiene miembros tanto latinos como no latinos. Se cree que los miembros de la organización realizan un "juramento de sangre" para unirse a la pandilla considerándose fidelidad de por vida. La constitución escrita de Nuestra Familia supuestamente establece que ningún miembro debe priorizar a las mujeres, el dinero o las drogas por encima de su pertenencia a la pandilla. La pertenencia a la pandilla se extiende más allá de la prisión. A las mujeres no se les permite convertirse en miembros de pleno derecho de Nuestra Familia, pero a veces se las utiliza con fines de comunicación y tráfico de drogas, ya que se considera que es menos probable que los agentes del orden se fijen en ellas. La pandilla cuenta con una constitución escrita formal, contando con aproximadamente 250, con más de 1000 asociados adicionales. 

## Símbolos
Los miembros de Nuestra Familia usan pañuelos rojos para identificarse. Otros símbolos incluyen el uso del número 14 o XIV, ya que la letra "N" es la letra 14 del alfabeto inglés. Los miembros de Nuestra Familia a menudo usan la imagen de un sombrero con un machete como símbolo de su pandilla.

## Investigaciones y juicios

### Operación Black Widow
Las agencias de seguridad estadounidenses, que durante mucho no pudieron infiltrarse en Nuestra Familia, comenzaron a intensificar sus investigaciones a fines de losaños 90´s. En 2000 y 2001, 22 miembros fueron acusados de cargos de la Ley de Organizaciones Corruptas e Influenciadas por Estafadores (RICO, por sus siglas en inglés), incluido varios supuestos líderes de pandillas de alto rango mientras estaban confinados en Pelican Bay. 13 de los acusados se declararon culpables, los otros casos aún están en curso. Dos de los acusados enfrentan la pena de muerte por ordenar asesinatos relacionados con el narcotráfico. La operación más importantes fue la operación Black Widow (viuda negra). Durante la Operación Viuda Negra, las autoridades estimaron que Nuestra Familia fue responsable de al menos 600 asesinatos en los pasados 30 años.
Después de la Operación Black Widow, los cinco principales líderes de Nuestra Familia, James "Tibbs" Morado, Joseph "Pinky" Hernandez, Gerald "Cuete" Rubalcaba, Cornelio Tristan y Tex Marin Hernandez, fueron transferidos a la penitenciaria federal de máxima seguridad ADX Florence en Colorado.

### Operación Knockout
En abril de 2010, las agencias policiales locales y federales concluyeron con uno de los esfuerzos más significativo para desmantelar la estructura de liderazgo de Nuestra Familia en la costa central californiana. Después de meses de investigación, al menos 37 presuntos pandilleros fueron detenidos durante las redadas. Las autoridades policiales decomisaron 40 libras de cocaína, 14 libras de marihuana y decenas de armas de fuego.

### Acusaciones de 2013
El 11 de junio de 2013, el fiscal de distrito del condado de Santa Clara, Jeff Rosen, anunció la acusación de 48 asociados de Nuestra Familia por 77 cargos de delitos graves que van desde el tráfico de drogas hasta el asesinato.